# Justicia teletheca
Justicia teletheca är en akantusväxtart som beskrevs av T.F. Daniel. Justicia teletheca ingår i släktet Justicia och familjen akantusväxter. Inga underarter finns listade i Catalogue of Life.